# 지카열
지카열(Zika熱, 영어: Zika fever) 또는 지카바이러스 감염증(Zika Virus 感染症, 영어: Zika virus disease)은 지카 바이러스에 의해 발생되는 질병의 하나이다. 대부분의 경우 증상이 없고 있더라도 보통은 가벼운 증상으로 뎅기열과 유사할 수도 있다. 증상은 통상 1주일을 가지 않으며, 발열, 결막염, 관절통, 두통, 반구진발진 등이 있을 수 있다. 감염 초기에 사망에 이른 경우는 보고되지 않았고, 길랭-바레 증후군(GBS)과는 연관성이 있다.
지카열은 주로 숲모기 종류의 모기에 물리면서 전염된다. 잠재적으로 성교나 수혈을 통해 전파될 수 있다. 임신한 여성의 감염으로 태아가 감염될 수 있으며, 유산과 소두증에 관련지어졌다. 진단은 환자가 증상이 있을 때 혈액, 소변, 또는 침에서 을 지카 바이러스 RNA를 검사한다.
예방은 질병이 발생하는 지역에서 모기에 물리는 횟수를 줄이는 방법이 포함된다. 그 방법으로는 방충제, 긴 옷 입기, 모기장, 모기가 번식할 수 있는 고인 물 없애기 등이 있다. 효과적인 백신은 없다. 보건 관리는 2015년~2016년의 지카바이러스 유행으로 발생의 영향을 받는 지역의 여성은 임신을 미룰 것과, 임신한 여성은 발생 중인 지역을 여행하지 말 것을 권고했다. 특별한 치료 방법이 없으나, 아세트아미노펜이 증상에 도움이 될 수 있다. 입원은 거의 필요하지 않다.
지카열을 일으키는 바이러스는 1947년에 처음으로 분리되었다. 사람들 사이의 발생은 2007년 미크로네시아 연방이 최초이다. 2016년 1월 기준으로, 질병은 아메리카 대륙의 20개 지역에서 발생했다. 지카열은 또한 아프리카, 아시아, 태평양에서도 발생하는 것으로 알려져 있다. 2015년 브라질에서 시작된 발생으로 세계 보건 기구는 2016년 2월, 국제 공중보건 비상사태를 선포하였다.